# Dicranomyia (Dicranomyia) flavofascialis
Dicranomyia (Dicranomyia) flavofascialis is een tweevleugelige uit de familie steltmuggen (Limoniidae). De soort komt voor in het Neotropisch gebied.